# Negocios Son Negocios (álbum)
Negocios Son Negocios es el nombre del primer álbum de estudio del cantante venezolano de pop Yordano, Fue publicado por Polygram en el año 1982.

## Listado de canciones
1. Negocios Son Negocios
2. Vivir En Caracas
3. Triste Historia (Caballos Salvajes)
4. Pasapoga
5. Perla Negra
6. Guerrero De La Noche
7. Días De Junio (Repaso)
8. Prueba De Fuego
9. Inconclusa